# السبالة
السبالة (اسمها السابق سبالة أولاد عسكر) إحدى مدن الجمهورية التونسية، إحدى معتمديات ولاية سيدي بوزيد.
تقع السبالة على بعد حوالي 15 كلم شرق مدينة سبيطلة وحوالي 200 كلم من تونس العاصمة.

## مواضيع ذات علاقة
- ولاية سيدي بوزيد.